# Die Krokodile

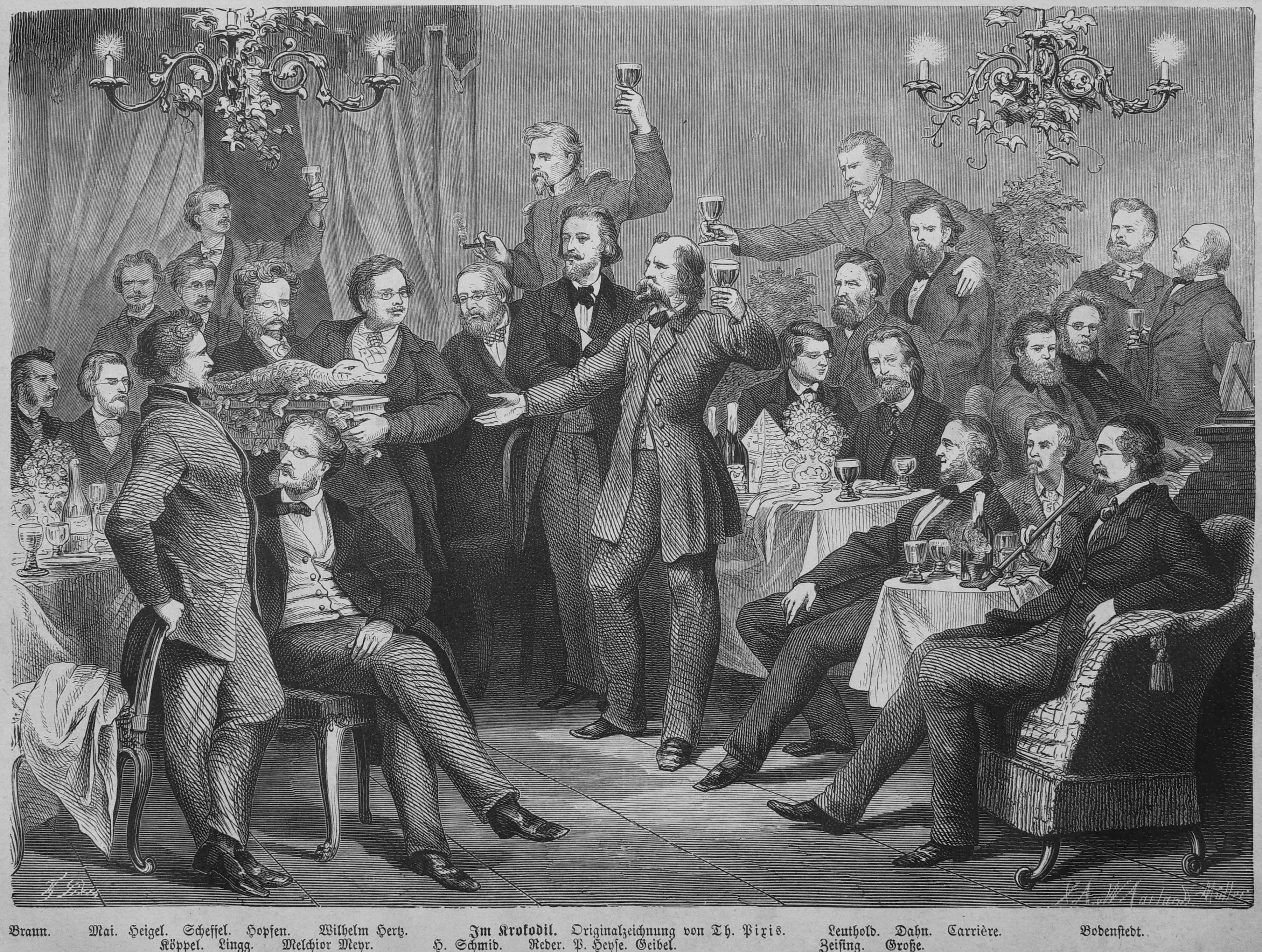
Im Krokodil. Originalzeichnung von Th. Pixis, 1866

Die Krokodile war ein Münchner Dichterkreis, der von 1856 bis 1882 bestand.

## Vorgeschichte
Unter König Ludwig I. wurde München zur repräsentativen Residenz ausgebaut, wozu auch zahlreiche kulturelle Einrichtungen wie die Glyptothek und die Pinakothek gehörten. Damit einher ging der Versuch, Größen des Geisteslebens nach München zu holen, was erst Ludwigs Nachfolger Maximilian II. in nennenswertem Umfang gelang. Dem Ruf nach München folgten unter anderem der Chemiker Justus von Liebig, der Ethnologe Wilhelm Heinrich Riehl und der Historiker Heinrich von Sybel. Dazu kamen Künstler wie Emanuel Geibel und Paul Heyse.
1852 erfolgte, anlässlich der Übersiedelung Geibels, die Gründung der Kulturgesellschaft Die Zwanglosen, in der sich bayrische Künstler und Zugereiste, so genannte Nordlichter, trafen. Schnell kam es jedoch zu Reibereien zwischen den Fraktionen, und 1858 trat Geibel aus. Heyse jedoch war weiter bemüht, nach dem Vorbild der Berliner Vereinigung Tunnel über der Spree, der Geibel und er angehörten, einen Münchner Dichterkreis zu schaffen.

## Gründung und Anfänge
Gemeinsam mit Julius Grosse lud Heyse zur Gründungsversammlung am 5. November 1856 in das Kaffeehaus Zur Stadt München ein. In den ersten Jahren gehörten Friedrich von Bodenstedt, Felix Dahn, Wilhelm Hertz und Hermann Lingg zu den Mitgliedern. Der Name der Vereinigung entstand, weil sowohl Geibel wie auch Lingg ein Krokodil-Gedicht verfasst hatten (so schildert es Felix Dahn), oder aber, so der wahrscheinlich hier glaubhaftere Heyse, der Dichterkreis wurde allein nach Linggs Gedicht Das Krokodil von Singapur benannt.
Das Krokodil von Singapur

Im heil’gen Teich zu Singapur

Da liegt ein altes Krokodil

Von äußerst grämlicher Natur

Und kaut an einem Lotusstiel.

Es ist ganz alt und völlig blind,

Und wenn es einmal friert des Nachts,

So weint es wie ein kleines Kind,

Doch wenn ein schöner Tag ist, lacht’s.
„Der erhabene Charakter dieses Amphibiums schien uns trefflich zum Vorbild idealistischer Poeten zu taugen, und wir hofften, in unserm Münchener heiligen Teich dermaleinst ebenso gegen die schnöde prosaische Welt gepanzert zu sein, wie jener uralte Weise, der nur noch für den Wechsel der Temperatur empfindlich war.“ (Paul Heyse: Jugenderinnerungen und Bekenntnisse)
Bei den Zusammenkünften der Vereinigung wurden Texte gelesen und neueste Werke – aus eigener wie fremder Feder – diskutiert. Analog zum Tunnel über der Spree erhielten die Mitglieder Vereinsnamen („Teichnamen“); Geibel beispielsweise war das „Urkrokodil“. Eine vollständige Liste der Vereinsnamen hat sich nicht erhalten.

## Literarische Ausrichtung
Von der vorangegangenen Literatur des Jungen Deutschland unterschieden sich die Krokodile durch eine dezidiert unpolitische Haltung. Sie wollten Dichtung als reine, fast heilige Kunst im Sinne von Vorbildern aus der Antike, dem Mittelalter und teils auch dem Orient fortführen. Die Folge ist ein Eklektizismus, der handwerklich und sprachlich zum Teil von hohem Niveau ist, dessen Werken es jedoch fast immer an Substanz fehlt. Nicht zufällig haben bis heute am ehesten eine Reihe von Übersetzungen und Nachdichtungen überlebt, so Bodenstedts Bearbeitungen orientalischer und Hertz’ Nachdichtungen mittelalterlicher Stoffe.

## Weitere Entwicklung und Ende
Nach dem Tod von König Maximilian II. (1864) verlor die Förderung nicht-bayerischer Künstler und Gelehrten an Bedeutung. Die Krokodile hatten damit ihren wichtigsten Förderer und ihre öffentliche Rolle eingebüßt. Auch der Versuch, 1866 noch eine zweite Anthologie der Vereinigung herauszubringen, scheiterte. In der Folge blieben die Krokodile ein vor allem geselliger Zusammenschluss von Künstlern.

## Mitglieder (Vereinsname)
- Max Beilhack (Nashorn)
- Friedrich Bodenstedt (Apis) – Gründungsmitglied
- Julius Braun
- Otto Braun
- Moriz Carrière (Schiff der Wüste) – Gründungsmitglied
- Felix Dahn (Gnu) – Gründungsmitglied
- Hermann Ethé
- Gustav Floerke
- Emanuel Geibel (Urkrokodil) – Gründungsmitglied
- Franz Grandaur
- Julius Grosse (Ichnoymon)
- Leonhard Hamm – Gründungsmitglied
- Max Haushofer
- Karl August Heigel
- Wilhelm Hemsen (Skarabäus) – Gründungsmitglied
- Wilhelm Hertz (Werwolf)
- Paul Heyse (Eidechs) – Gründungsmitglied
- Bernhard Hofmann (Don Quixote)
- Hans Hopfen
- Oskar Horn
- Robert von Hornstein – Ehrenmitglied
- Wilhelm Jensen
- Konrad Knoll – Ehrenmitglied
- Franz Koppel-Ellfeld
- Ludwig Laistner
- Karl Lemcke (Hyäne)
- Heinrich Leuthold (Alligator)
- Sigmund Lichtenstein (Nilpferd) – Gründungsmitglied
- Hermann Lingg (Teichkrokodil) – Gründungsmitglied
- Karl von Lützow (Biber) – Gründungsmitglied
- Andreas May
- Melchior Meyr (Ibis) – Gründungsmitglied
- Karl Woldemar Neumann (Schwertfisch)
- Ludwig Nohl
- Theodor Pixis – Ehrenmitglied
- Heinrich von Reder
- Adolf Friedrich von Schack – Ehrenmitglied
- Joseph Victor von Scheffel – Ehrenmitglied
- Hermann Schmid
- Oskar Schmidt
- Ludwig Schneegans
- August Schricker
- Johann Schrott – Ehrenmitglied
- Karl Stieler
- Anton Teichlein
- Franz Trautmann
- Robert Vischer
- Gottfried Wandner
- August Westphal
- Richard Weltrich
- Adolf Wilbrandt – Ehrenmitglied
- Adolf Zeising

## Veröffentlichungen
- Emanuel Geibel (Hrsg.): Ein Münchner Dichterbuch, Stuttgart 1862
- Paul Heyse (Hrsg.): Neues Münchner Dichterbuch, Stuttgart 1882